# Barghe
Barghe là một đô thị trong tỉnh tỉnh Brescia thuộc vùng Lombardia, Ý. Đô thị này có diện tích 5 km², dân số 1123 người. Các đô thị giáp ranh gồm: Preseglie, Provaglio Val Sabbia, Sabbio Chiese, Vestone